# Ліпіди

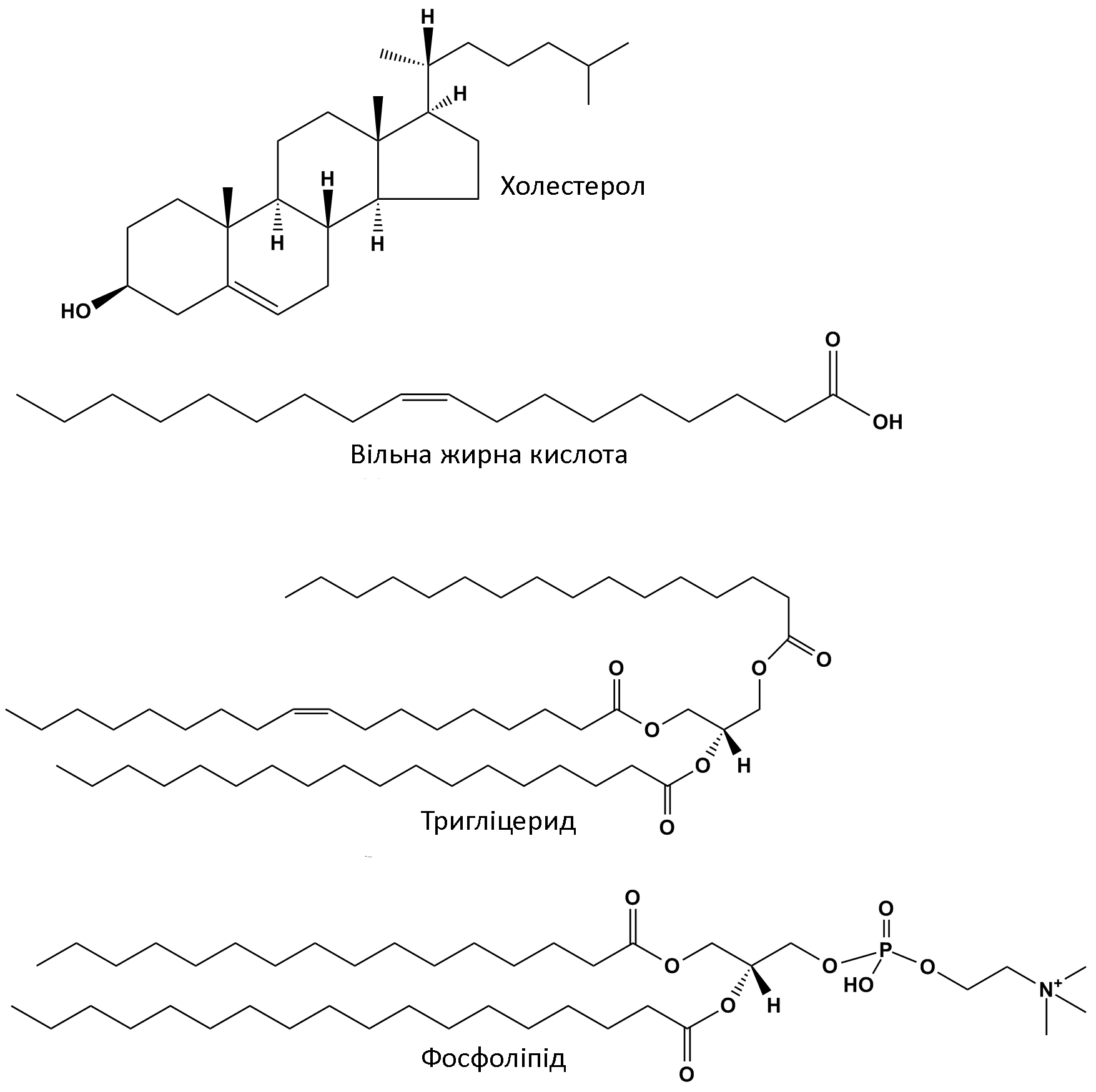
Структурні формули представників основних класів ліпідів, зверху вниз: стероїди (холестерол), жирні кислоти (олеїнова кислота), ацилгліцериди (триацилгліцерид, що складається із залишків олеїнової, стеаринової та пальмітинової кислот та гліцерину), фосфоліпіди (фосфатидилхолін)

Ліпі́ди (інколи жири) — це група органічних речовин, що входять до складу живих організмів і характеризуються нерозчинністю у воді та розчинністю в неполярних розчинниках, як-от діетилетер, хлороформ та бензен. Це визначення об'єднує велику кількість сполук різних за хімічною природою, зокрема таких, як жирні кислоти, воски, фосфоліпіди, стероїди та багато інших. Також різноманітними є і функції ліпідів у живих організмах: жири є формою запасання енергії, фосфоліпіди та стероїди входять до складу біологічних мембран, інші ліпіди, що містяться в клітинах в менших кількостях можуть бути коферментами, світлопоглинаючими пігментами, переносниками електронів, гормонами, вторинними посередниками під час внутрішньоклітинної передачі сигналу, гідрофобними «якорями», що утримують білки біля мембран, шаперонами, що сприяють фолдингу білків, емульгаторами у шлунково-кишковому тракті.
Люди та інші тварини мають спеціальні біохімічні шляхи для біосинтезу та розщеплення ліпідів, проте деякі з цих речовин є незамінними і мусять надходити в організм із їжею, наприклад ω-3 та ω-6 ненасичені жирні кислоти.
Термін «Ліпіди» був запропонований В. Блуром 17-18 ст.

## Класифікація ліпідів
Традиційно ліпіди поділяються на прості (естери жирних кислот зі спиртами) та складні (такі, що крім залишку жирної кислоти та спирту містять ще додаткові групи: вуглеводні, фосфатні та інші). До першої групи належать зокрема ацилгліцероли та воски, до другої — фосфоліпіди, гліколіпіди, також сюди можна віднести ліпопротеїни. Ця класифікація не охоплює всю різноманітність ліпідів, тому частину з них виділяють в окрему групу попередників і похідних ліпідів (наприклад жирні кислоти, стероли, деякі альдегіди тощо).
Сучасна номенклатура і класифікація ліпідів, що використовується в дослідженнях у галузі ліпідоміки, ґрунтується на поділі їх на вісім основних груп, кожна із яких скорочено позначається двома англійськими літерами:
- Жирні кислоти (FA);
- Гліцероліпіди (GL);
- Гліцерофосфоліпіди (GP);
- Сфінголіпіди (SP);
- Стероїдні ліпіди (ST);
- Пренольні ліпіди (PR);
- Сахароліпіди (SL);
- Полікетиди (PK).

Кожна із груп поділяється на окремі підгрупи, що позначаються комбінацією із двох цифр.
Можлива також класифікація ліпідів на основі їх біологічних функцій, у такому разі можна виділити групи: запасні, структурні, сигнальні ліпіди, кофактори, пігменти тощо.

## Фізичні властивості
Тригліцериди — рідини або тверді речовини без запаху, смаку і кольору. Температура плавлення жирів залежить від того, які жирні кислоти входять до їх складу. Жири, у молекулах яких переважають залишки насичених кислот, — тверді, наприклад баранячий, яловичий жир; жири, у молекулах яких переважають залишки ненасичених кислот, — рідини, їх заведено називати оліями.
Жири майже нерозчинні у воді та добре розчинні в органічних розчинах, зокрема в етиловому і петролейному етерах. Жири легші за воду.
Для характеристики різних жирів, крім визначення температури їх плавлення, має значення визначення ще трьох характеристик, так званих чисел: кислотного, йодного та омилення.
Кислотне число — це кількість міліграмів гідроксиду калію (KOH), яка витрачається для нейтралізації вільних жирних кислот, що містять 1 г жиру.
Йодне число — це кількість грамів йоду, що може приєднатися (за місцем подвійних зв'язків) до 100 г жиру. Йодне число є мірою ненасиченості жирних кислот. Значення йодного числа використовують для оцінки якості висихаючих олій.
Число омилення — це кількість міліграмів гідроксиду калію, яка потрібна для омилення 1 г жиру. Значення числа омилення характеризують якість жиру: чим вище число омилення, тим нижча його якість.

## Характеристика основних класів ліпідів

### Жирні кислоти
Основна стаття: Жирні кислоти

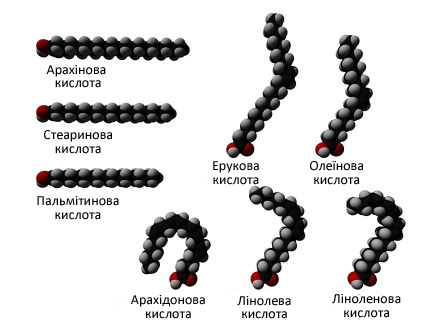
Моделі молекул деяких жирних кислот, що зустрічаються в живих організмах

Жирні кислоти — це карбонові кислоти, молекули яких містять від чотирьох до тридцяти шести атомів вуглецю. У складі живих організмів було виявлено більше двохсот сполук цього класу, проте значного поширення набули близько двадцяти. Молекули всіх природних жирних кислот містять парну кількість атомів вуглецю (це пов'язано із особливостями біосинтезу, який відбувається шляхом додавання двокарбонових одиниць), переважно від 12 до 24. Їх вуглеводневі ланцюжки зазвичай нерозгалужені, зрідка вони можуть містити трикарбонові цикли, гідроксильні групи або відгалуження.
Залежно від наявності подвійних зв'язків між атомами вуглецю всі жирні кислоти поділяються на насичені, які їх не місять, і ненасичені, до складу яких входять подвійні зв'язки. Найпоширенішими із насичених жирних кислот в організмі людини є пальмітинова (C16) та стеаринова (C18).
Ненасичені жирні кислоти зустрічаються в живих організмах частіше ніж насичені (близько 3/4 загального вмісту). У більшості з них спостерігається певна закономірність у розміщенні подвійних зв'язків: якщо такий зв'язок один, то він переважно знаходиться між 9-тим та 10-тим атомами вуглецю, додаткові подвійні зв'язки здебільшого з'являються у позиціях між 12-тим і 13-тим та між 15-тим і 16-тим вуглецем (винятком з цього правила є арахідонова кислота). Подвійні зв'язки у природних поліненасичених жирних кислотах завжди ізольовані, тобто між ними міститься хоча б одна метиленова група (-CH=CH-CH2-CH=CH-). Майже у всіх ненасичених жирних кислот, що зустрічаються в живих організмах, подвійні зв'язки перебувають у цис-конфігурації. До найпоширеніших ненасичених жирних кислот належать олеїнова, лінолева, ліноленова та арахідонова.
Наявність цис-подвійних зв'язків впливає на форму молекули жирних кислот (робить її менш компактною), а відповідно і на фізичні властивості цих речовин: ненасичені жирні кислоти у цис-формі мають нижчу температуру плавлення ніж відповідні транс-ізомери та насичені жирні кислоти.
Жирні кислоти зустрічаються в живих організмах переважно як залишки у складі інших ліпідів. Проте у невеликих кількостях вони можуть бути виявлені й у вільній формі. Похідні жирних кислот ейкозаноїди відіграють важливу роль як сигнальні сполуки.

### Ацилгліцериди
Основна стаття: Жири

Структурна формула тригліцериду (1-пальміто-2-олеолінолен)

Ацилгліцериди (ацилгліцероли, гліцериди) — це естери триатомного спирту гліцеролу та жирних кислот. Залежно від кількості естерифікованих гідроксильних груп у молекулі гліцеролу вони поділяються на тригліцериди (триацилгліцероли), дигліцериди (диацилгліцероли) та моногліцериди (моноацилгліцероли). Найбільш розповсюджені тригліцериди, які ще мають емпіричну назву нейтральні жири або просто жири.
Жири можуть бути простими, тобто містити три однакові залишки жирних кислот, наприклад тристеарин або триолеїн, але частіше зустрічаються змішані жири, що містять залишки різних жирних кислот, наприклад 1-пальміто-2-олеолінолен. Фізичні властивості тригліцеридів залежать від жирнокислотного складу: чим більше вони містять залишків довгих ненасичених жирних кислот, тим більша в них температура плавлення, і навпаки — чим більше коротких ненасичених, тим вона менша. Загалом рослинні жири (олії) містять близько 95 % ненасичених жирних кислот, і тому за кімнатної температури перебувають у рідкому агрегатному стані. Тваринні жири, навпаки містять в основному насичені жирні кислоти (наприклад коров'яче масло складається в основному із тристеарину), тому за кімнатної температури тверді.
Основною функцією ацилгліцеридів є те, що вони слугують для запасання енергії, і є найбільш енергоємким паливом клітини.

### Воски
Основна стаття: Воски

Цетил пальмітат — віск знайдений у спермацеті кашалота

Воски — це естери жирних кислот та вищих одноатомних або двоатомних спиртів, із кількістю атомів вуглецю від 16 до 30. Часто в складі восків зустрічається цетиловий (C16H33OH) та мірициловий (C30H61OH) спирти. До природних восків тваринного походження належить бджолиний віск, спермацет, ланолін, всі вони крім естерів містять ще деяку кількість вільних жирних кислот та спиртів, а також вуглеводнів із кількістю атомів вуглецю 21–35.
Хоча деякі види, наприклад певні планктонні мікроорганізми, використовують воски як форму запасання енергії, зазвичай вони виконують інші функції, зокрема забезпечення водонепроникності покривів як тварин, так і рослин.

### Стероїди
Основна стаття: Стероїди

Холестерол — один із представників стеролів

Стероїди — це група природних ліпідів, що містять у своєму складі циклопентанпергідрофенантренове ядро. Зокрема до цього класу сполук належать спирти із гідроксильною групою у третьому положенні — стероли (стерини) та їх естери із жирними кислотами — стериди. Найпоширенішим стеролом у тварин є холестерол, що в неестерифікованому вигляді входить до складу клітинних мембран.
Інші стероїди виконують безліч важливих функцій в різних організмів: частина із них є гормонами (наприклад, статеві гормони, та гормони кори наднирників у людини), вітамінами (вітамін D), емульгаторами (жовчні кислоти) тощо.

### Фосфоліпіди
Основна стаття: Фосфоліпіди
Основною групою структурних ліпідів є фосфоліпіди, які в залежності від спирту, який входить до їх складу поділяються на гліцерофосфоліпіди та сфінгофосфоліпіди. Спільною ознакою фосфоліпідів є їхня амфіфільність: вони мають гідрофільну та гідрофобну частини. Така будова дозволяє їм утворювати у водному середовищі міцели та бішари, останні становлять основу біологічних мембран.

#### Гліцерофосфоліпіди

Загальна формула гліцерофосфоліпідів: R_{1} та R_{2} —залишки жирних кислот, Х — залишок азтвмісної речовини

Гліцерофосфоліпіди (фосфогліцериди) — це похідні фосфатидної кислоти, що складається із гліцеролу, в якому перші дві гідроксильні групи естерифіковані жирними кислотами (R1 та R2), а третя — фосфатною кислотою. До фосфатної групи у третьому положенні приєднується радикал (Х), зазвичай азотвмісний. У природних фосфогліцеридів, у першому положенні найчастіше розміщений залишок насиченої жирної кислоти, а в другому — ненасиченої.
Залишки жирних кислот неполярні, тому вони утворюють гідрофобну частину молекули гліцерофосфоліпідів, так звані гідрофобні хвостики. Фосфатна група у нейтральному середовищі несе негативний заряд, в той час, як азотвмісна сполука — позитивний (деякі фосфогліцериди можуть містити також і негативно заряджений або нейтральний радикал), отже ця частина молекули полярна, вона утворює гідрофільну голову. У водному розчині фосфогліцериди утворюють міцели, в яких голови повернуті назовні (до водної фази), а гірофобні хвостики — всередину.
Найпоширенішими фосфогліцеридами, що входять до складу мембран тварин та вищих рослин, є фосфатидилхоліни (лецетини), в яких радикал Х — це залишок холіну, та фосфатидилетаноламіни, що містять залишок етаноламіну. Рідше зустрічаються фосфатидилсерини, в яких до фосфатної групи приєднана амінокислота серин.
Існують також безазотисті гліцерофосфоліпіди: наприклад фосфатидидінозитоли (радикал Х — циклічний шестиатомний спирт інозитол), що беруть участь у клітинному сигналюванні, та кардіоліпіни — подвійні фосфогліцериди (дві молекули фосфатидної кислоти з'єднані фосфатом), знайдені у внутрішній мембрані мітохондрій.
До гліцерофосфоліпідів належать також плазмалогени, характерною ознакою будови цих речовин є те, що у них ацильний залишок біля першого атома вуглецю приєднаний не естерним, а етерним зв'язком. У хребетних тварин плазмалогенами, які ще називають етерними ліпідами, збагачена тканина серцевого м'яза. Також до цього класу сполук належить біологічно активна речовина фактор активації тромбоцитів.

#### Сфінгофосфоліпіди

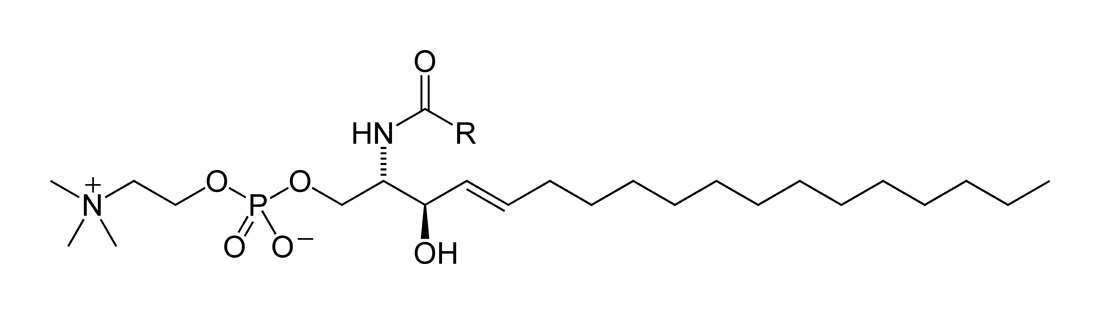
Структурна формула сфінгомієліну

Сфінгофосфоліпіди (сфінгомієліни) складаються із цераміду, що містить один залишок довголанцюгового аміноспирту сфінгозину та один залишок жирної кислоти, та гірофільного радикалу, приєднаного до сфінгозину фосфодіестерним зв'язком. У ролі гірофільного радикалу найчастіше виступає холін або етаноламін. Сфінгомієліни зустрічаються у мембранах різних клітин, але найбагатша на них нервова тканина, особливо високий вміст цих речовин у мієліновій оболонці аксонів, звідки і походить їх назва.

### Гліколіпіди
Гліколіпіди — це клас ліпідів, що містять залишки моно- або олігосахаридів. Вони можуть бути як похідними гліцерину, так і сфінгозину.

#### Гліцерогліколіпіди

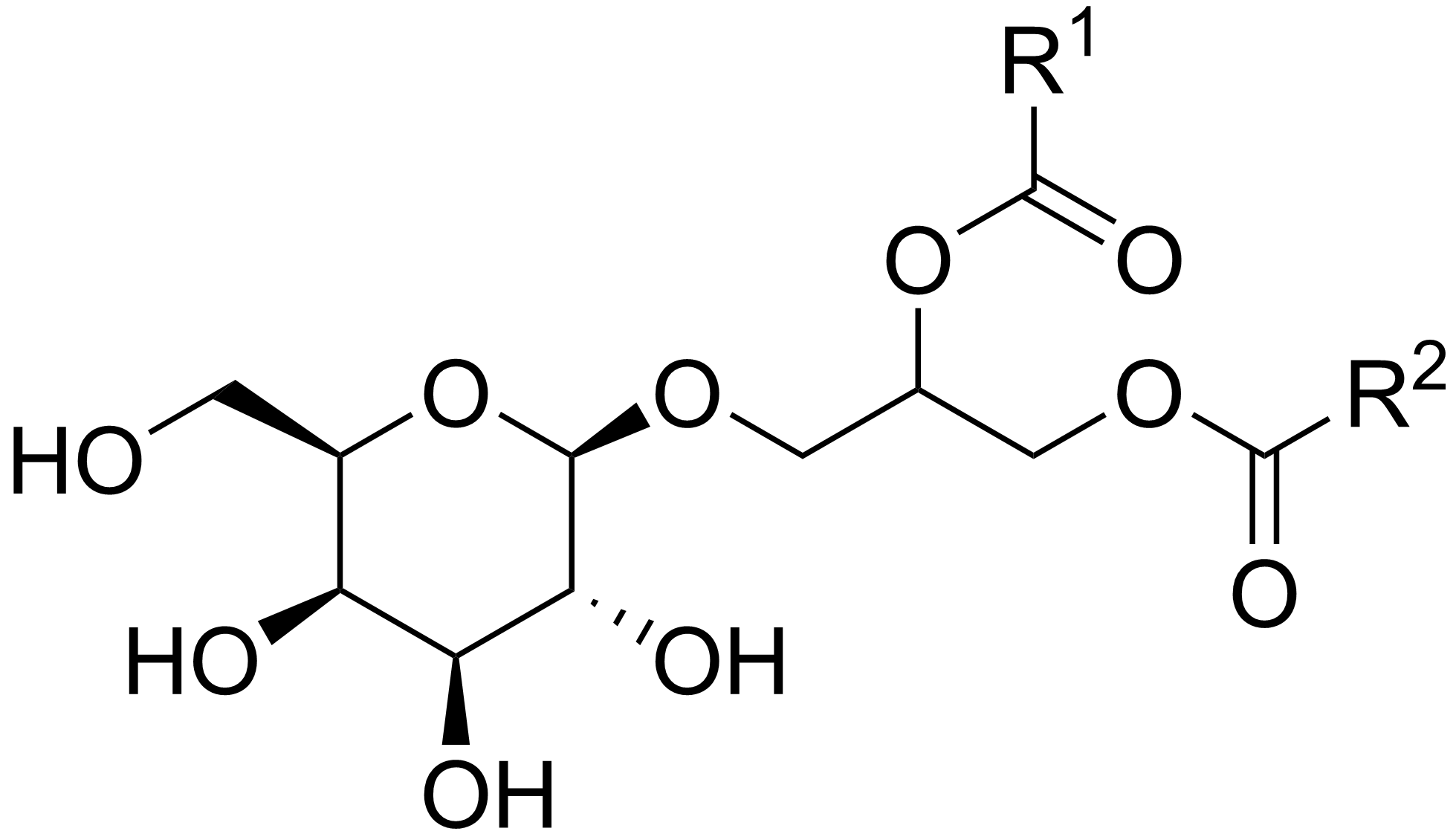
Структурна формула моногалактозил диацилгліцеролу

Гліцерогліколіпіди (глікозилгліцероли) — це похідні диацилгліцеролів, у яких, до третього атома вуглецю гліцеролу приєднаний глікозильним зв'язком моно- або олігосахарид. Найпоширенішими із цього класу сполук є галактоліпіди, що містять один або два залишки галактози. Вони становлять від 70 % до 80 % всіх ліпідів мембран тилакоїдів, через що є найбільш розповсюдженими мембранними ліпідами біосфери. Припускається, що рослини «замінили» фосфоліпіди гліколіпідами через те, що вміст фосфатів у ґрунті часто є лімітуючим чинником, а така заміна дозволяє скоротити потребу в ньому.
Наряду із галактоліпідами у рослинних мембранах зустрічаються також сульфоліпіди, що містять залишок сульфатованої глюкози.

#### Сфінгогліколіпіди

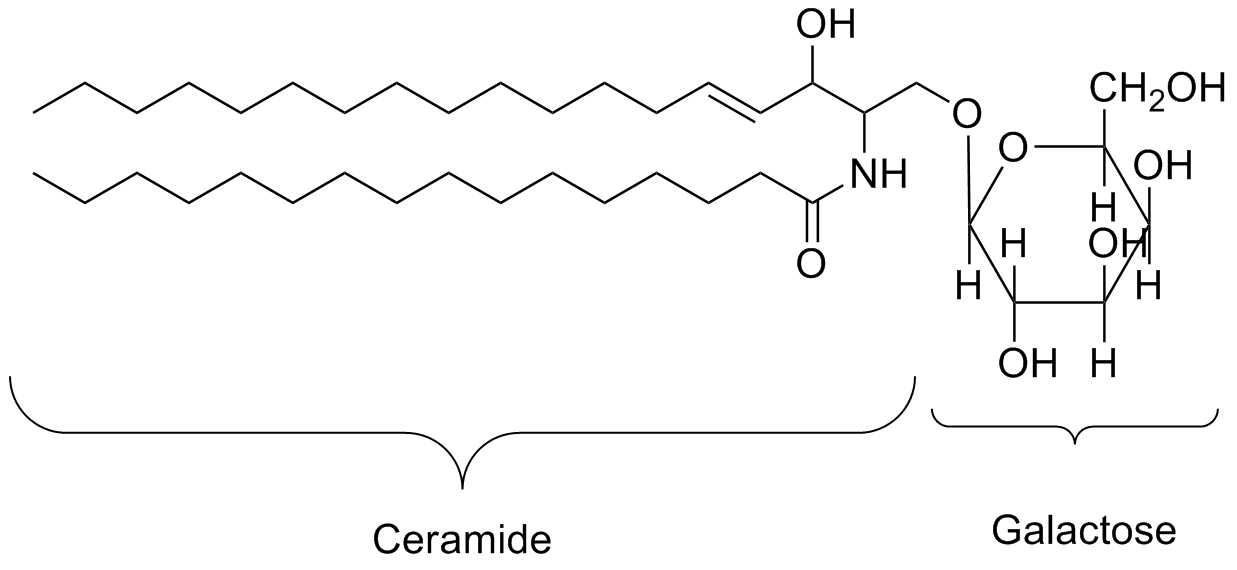
Структурна формула галактоцереброзиду

Сфінгогліколіпіди — містять церамід, а також один або кілька залишків цукрів. Цей клас сполук поділяють на кілька підкласів в залежності від будови вуглеводного радикала:
- Цереброзиди — це сфінгогліколіпіди, гідрофільна частина яких представлена залишком моносахариду, зазвичай глюкози або галактози. Галактоцереброзиди поширені у мембранах нейронів.
- Глобозиди — олігосахаридні похідні церамідів. Разом із цереброзидами їх називають нейтральними гліколіпідами, оскільки за pH 7 вони незаряджені.
- Гангліозиди — найскладніші із гліколіпідів, їх гідрофільна частина представлена олігосахаридом, на кінці якого завжди розташований один або кілька залишків N-ацетилнейрамінової (сіалової) кислоти, через що вони мають кислотні властивості. Гангліозиди найбільш розповсюджені у мембранах гангліонарних нейронів[4][5].

## Основні функції
Згідно з функціями ліпідів у живих організмах їх поділяють на запасні (резервні), що виконують функцію запасання енергії (переважно ацилгліцерини та триацилгліцероли), структурні, які утворюють складні комплекси з білками і вуглеводами, з яких побудові клітинних мембран (переважно фосфоліпіди та гліколіпіди, сульфоліпіди, а також холестерол) і клітинних структур та захисні. Проте функції ліпідів не обмежуються тільки цими двома, вони також можуть бути гормонами або іншими сигнальними молекулами, пігментами, емульгаторами, водовідштовхуючими речовинами покривів, забезпечувати термоізоляцію, зміну плавучості тощо.

### Запасні ліпіди

Адипоцити — клітини, спеціалізовані на запасанні жиру.

Майже всі живі організми запасають енергію у формі жирів. Існують дві головні причини, через які саме ці речовини найкраще підходять для виконання такої функції. По-перше, жири містять залишки жирних кислот, рівень окиснення яких дуже низький (майже такий самий як у вуглеводнів нафти). Через це повне окиснення жирів до води і вуглекислого газу дозволяє отримати ніж вдвічі більше енергії, ніж окиснення тої ж маси вуглеводів. По-друге, жири гідрофобні сполуки, тому організм, що запасає енергію в такій формі, не повинен нести додаткової маси води необхідної для гідратації, як у випадку із полісахаридами, на 1 г яких припадає 2 г води. Проте тригліцериди це «повільніше» джерело енергії ніж вуглеводи.
Жири запасаються у формі крапель у цитоплазмі клітини. У хребетних наявні спеціалізовані клітини — адипоцити, майже цілком заповнені великою краплею жиру. Також багатим на тригліцериди є насіння багатьох рослин. Мобілізація жирів в адипоцитах та клітинах насіння, що проростає, відбувається завдяки ферментам ліпазам, які розщеплюють їх до гліцеролу та жирних кислот.
У людей найбільша кількість жирової тканини розташована під шкірою (так звана підшкірна клітковина), особливо в районі живота та молочних залоз. Особі з легким ожирінням (15–20 кг тригліцеридів) таких запасів може вистачити для забезпечення енергією впродовж місяця, в той час як всього запасного глікогену вистачить менше ніж на добу.
Жирова тканина, на ряду із енергетичним забезпеченням, виконує також і інші функції: захист внутрішніх органів від механічних ушкоджень; термоізоляція, особливо важлива для теплокровних тварин, що живуть у дуже холодних умовах, як-от тюлені, пінгвіни, моржі; жири також можуть бути джерелом метаболічної води, саме з такою метою використовують свої запаси тригліцеридів жителі пустель: верблюди, кенгурові щури (Dipodomys).

### Структурні ліпіди
Див. також: Цитоплазматична мембрана

Приклади структур, які утворюють фосфоліпіди у водних розчинах

Всі живі клітини оточені плазматичними мембранами, основним структурним елементом яких є подвійний шар ліпідів (ліпідний бішар). В 1 мкм² біологічної мембрани міститься близько мільйона молекул ліпідів. Всі ліпіди, що входять до складу мембран, мають амфіфільні властивості: вони складають із гірофільної та гірофобної частин. У водному середовищі такі молекули спонтанно утворюють міцели та бішари внаслідок гідрофобних взаємодій, в таких структурах полярні голови молекул повернуті назовні до водної фази, а неполярні хвости — всередину, таке ж розміщення ліпідів характерне для природних мембран. Наявність гідрофобного шару дуже важлива для виконання мембранами їхніх функцій, оскільки він непроникний для іонів та полярних сполук.
Ліпідний бішар біологічних мембран — це двовимірна рідина, тобто окремі молекули можуть вільно пересуватись одна відносно одної. Текучість мембран залежить від їх хімічного складу: наприклад, із збільшенням вмісту ліпідів, до складу яких входять поліненасичені жирні кислоти вона збільшується.
Основними структурними ліпідами, що входять до складу мембран тваринних клітин, є гліцерофосфоліпіди, в основному фосфатидилхолін та фосфатидилетаноламін, а також холестерол, що збільшує їх непроникність. Окремі тканини можуть бути вибірково збагачені іншими класами мембранних ліпідів, наприклад нервова тканина містить велику кількість сфінгофосфоліпідів, зокрема сфінгомієліну, а також сфінгогліколіпідів. У мембранах рослинних клітин холестерол відсутній, проте зустрічається інший стероїд — ергостерол. Мембрани тилакоїдів містять велику кількість галактоліпідів, а також сульфоліпіди.
Унікальним ліпідним складом характеризуються мембрани архей: вони складаються із так званих гліцерол диалкіл гілцерол тетраетерів (ГДГТ). Ці сполуки побудовані із двох довгих (близько 32 атомів вуглецю) розгалужених вуглеводнів, приєднаних на обох кінцях до залишків гліцеролу етерним зв'язком. Використання етерного зв'язку замість естерного, характерного для фосфо- і гліколіпідів, пояснюється тим, що він стійкіший до гідролізу за умов низьких значень pH та високої температури, що характерно для середовища, в якому зазвичай проживають археї. На кожному із кінців ГДГТ до гліцерину приєднано по одній гідрофільній групі. ГДГТ в середньому вдвічі довші за мембранні ліпіди бактерій та еукаріот, і можуть пронизувати мембрану наскрізь.

### Регуляторні ліпіди
Деякі із ліпідів відіграють активну роль у регулюванні життєдіяльності окремих клітин та організму в цілому. Зокрема, до ліпідів належать стероїдні гормони, що секретуються статевими залозами та корою наднирників. Ці речовини переносяться кров'ю по всьому організму і впливають на його функціонування.
Серед ліпідів є також і вторинні посередники — речовини, що беруть участь у передачі сигналу від гормонів чи інших біологічно активних речовин всередині клітини. Зокрема фосфатидилінозитол-4,5-біфосфат (ФІ(4,5)Ф2) задіяний у сигналюванні за участі G-білків, фосфатидилінозитол-3,4,5-трифосфат ініціює утворення супрамолекулярних комплексів сигнальних білків у відповідь на дію певних позаклітинних факторів, сфінголіпіди, такі як сфінгомієлін та цермаід, можуть регулювати активність протеїнкіназ.
Похідні арахідонової кислоти — ейкозаноїди — є прикладом паракринних регуляторів ліпідної природи. Залежно від особливостей будови ці речовини поділяються на три основні групи: простагландини, тромбоксани та лейкотрієни. Вони беруть участь у регуляції широкого спектра фізіологічних функцій, зокрема ейкозаноїди необхідні для роботи статевої системи, для індукції та проходження запального процесу (в тому числі забезпечення таких його аспектів як біль і підвищена температура), для зсідання крові, регуляції кров'яного тиску, також вони можуть бути задіяні в алергічних реакціях.
Захисні ліпіди
Захисними ліпідами є насамперед воски та їхні похідні, що покривають поверхню листя, насіння плодів, а в окремих випадках і стебла рослин, як це спостерігається у цукровій тростині.

### Інші функції

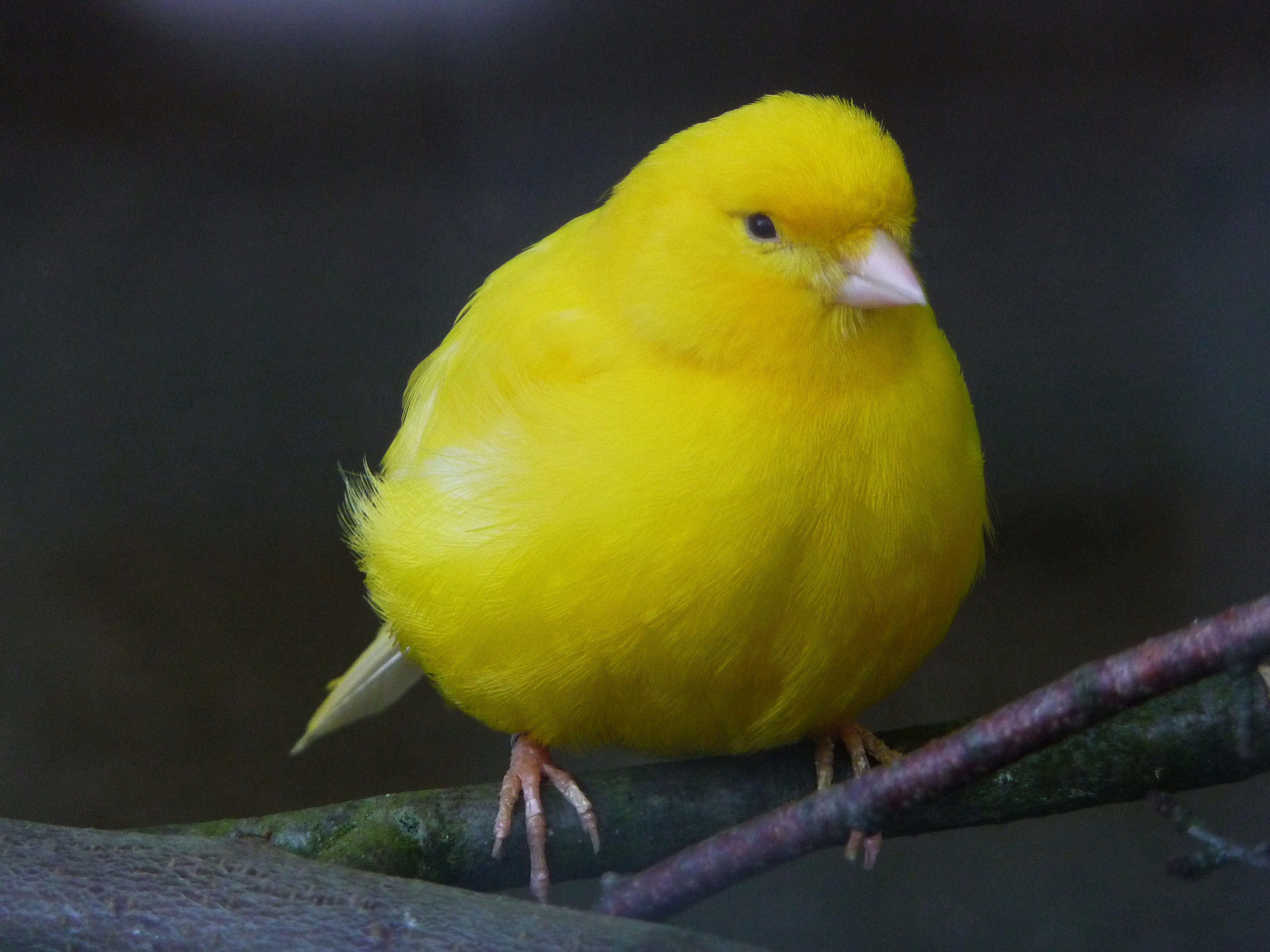
Пір'я канарки має жовтий колір завдяки пігменту зеаксантину

Частина вітамінів, тобто речовин, що необхідні для життєдіяльності організму у невеликих кількостях, належать до ліпідів. Їх об'єднують під назвою жиророзчинні вітаміни і розділяють на чотири групи: вітамін A, D, E і K. За хімічною природою всі ці речовини є ізопреноїдами. До ізопреноїдів також належать і переносники електронів убіхінон та пластохінон, що є частиною електронтранспортних ланцюгів мітохондрій та пластид відповідно.
Більшість ізопреноїдів містять кон'юговані подвійні зв'язки, через що в їхніх молекулах можлива делокалізація електронів. Такі сполуки легко збуджуються світлом, внаслідок чого вони мають колір видимий для людського ока. Багато організмів використовують ізопреноїди як пігменти для поглинання світла (наприклад, каротиноїди входять до світлозбиральних комплексів хлоропластів), а також і для спілкування з особинами свого або інших видів (наприклад, ізопреноїд зеаксантин надає пір'ю деяких птахів жовтого кольору).

## Ліпіди в дієті людини

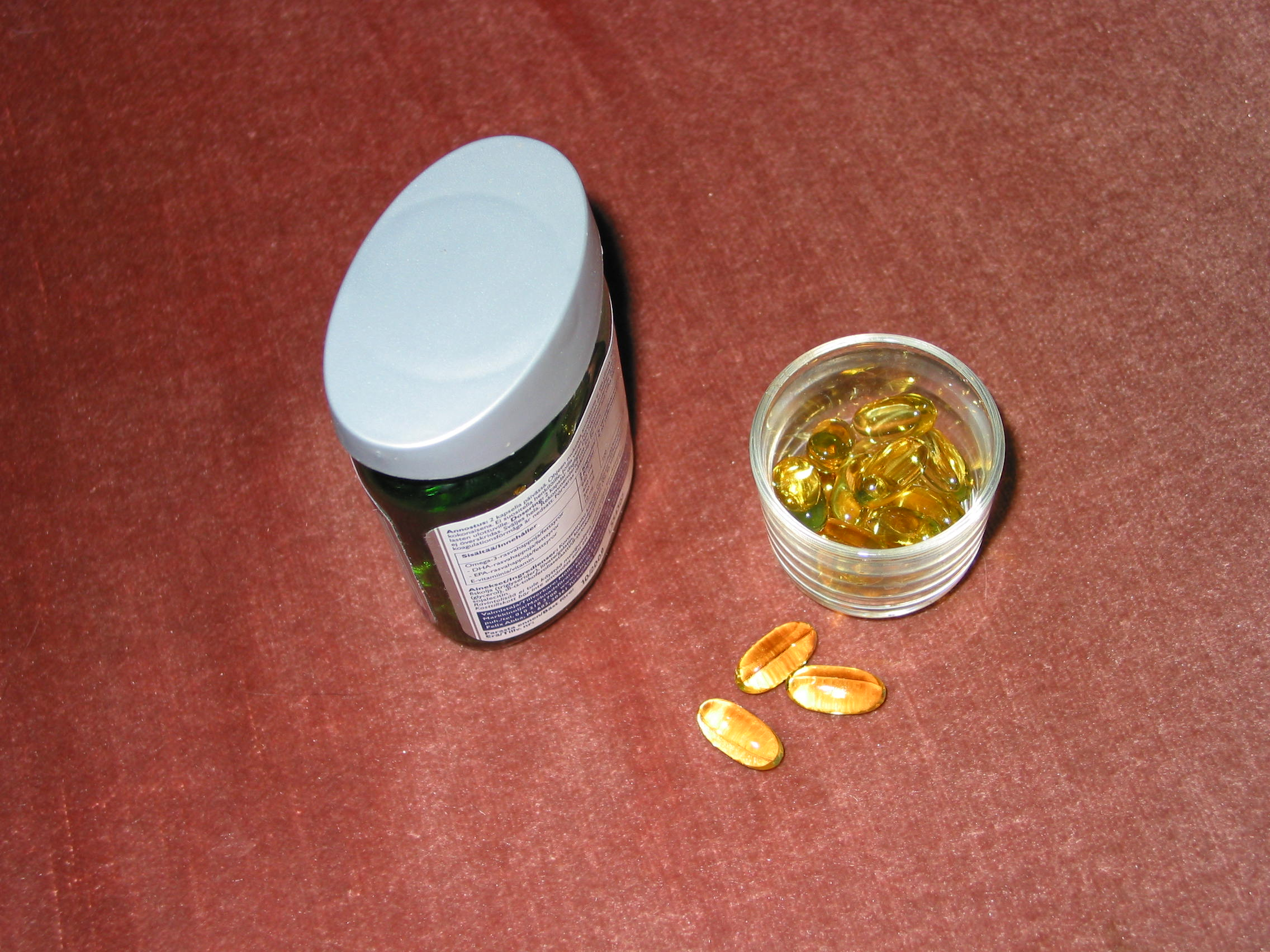
Риб'ячий жир — джерело ω-з ненасичених жирних кислот

Серед ліпідів у дієті людини переважають тригліцериди (нейтральні жири), вони є багатим джерелом енергії, а також необхідні для всмоктування жиророзчинних вітамінів. Насиченими жирними кислотами багата їжа тваринного походження: м'ясо, молочні продукти, а також деякі тропічні рослини, такі як кокос. Ненасичені жирні кислоти потрапляють в організм людини внаслідок вживання горіхів, насіння, оливкової та інших рослинних олій. Основними джерелами холестеролу в раціоні є м'ясо та органи тварин, яєчні жовтки, молочні продукти та риба. Проте близько 85 % відсотків холестеролу в крові синтезується печінкою.
Організація American Heart Association рекомендує вживати ліпіди у кількості не більше 30 % від загального раціону, скоротити вміст насичених жирних кислот у дієті до 10 % від всіх жирів і не вживати більше 300 мг (кількість, що міститься в одному жовтку) холестеролу на добу. Метою цих рекомендацій є обмеження рівня холестеролу та тригліцеридів у крові до 20 мг/л.
Жири посідають високу енергетичну цінність і виконують важливу роль у біосинтезі ліпідних структур, насамперед мембран клітин. Жири харчових продуктів представлені триглицеридами і ліпоїдними речовинами. Жири тваринного походження складаються з насичених жирних кислот з високою температурою плавлення. Рослинні жири містять значну кількість поліненасичених жирних кислот (ПНЖК).
Тваринні жири містять свиняче сало (90–92 % жиру), вершкове масло (72–82 %), свинина (до 49 %), ковбаси (20–40 % для різних сортів), сметана (20–30 %), сири (15–30 %). Джерелами рослинних жирів є олії (99,9 % жиру), горіхи (53–65 %), вівсяна крупа (6,1 %), гречана крупа (3,3 %).

### Незамінні жирні кислоти
Печінка відіграє ключову роль у метаболізмі жирних кислот, проте деякі з них вона синтезувати нездатна. Через це вони називаються незамінними, до таких зокрема належать ω-3 (ліноленова) та ω-6 (лінолева) поліненасичні жирні кислоти, вони містяться в основному в рослинних жирах. Ліноленова кислота є попередником для синтезу двох інших ω-3 кислот: ейозапентаеноєвої (EPA) та докозагексаеноєвої (DHA). Ці речовини необхідні для роботи головного мозку, і позитивно впливають на конгітивні та поведінкові функції.
Важливе також співвідношення ω-6:ω-3 жирних кислот у раціоні: рекомендовані пропорції лежать в межах від 1:1 до 4:1. Проте дослідження показують, що більшість жителів Північної Америки  вживають в 10–30 разів більше ω-6 жирних кислот, ніж ω-3. Таке харчування пов'язане із ризиком виникнення серцево-судинних захворювань. Натомість «середземноморська дієта» вважається значно здоровішою, вона багата на ліноленову та інші ω-з кислоти, джерелом яких є зелені рослини (наприклад, листки салату) риба, часник, цілі злаки, свіжі овочі та фрукти. Як харчову добавку, що містить ω-з жирні кислоти рекомендується вживати риб'ячий жир.

### Транс-ненасичені жирні кислоти
Більшість природних жирів містять ненасичені жирні кислоти із подвійними зв'язками у цис-конфігурації. Якщо їжа, багата на такі жири, довгий час перебуває у контакті із повітрям, вона гіркне. Цей процес пов'язаний з окисним розщепленням подвійних зв'язків, внаслідок якого утворюються альдегіди та карбонові кислоти із меншою молекулярною масою, частина з яких є леткими речовинами.
Для того, щоб збільшити термін зберігання та стійкість до високих температур тригліцеридів із ненасиченими жирними кислотами застосовують процедуру часткової гідрогенізації. Наслідком цього процесу є перетворення подвійних зв'язків в одинарні, проте побічним ефектом також може бути перехід подвійних зв'язків із цис- у транс-конфігурацію. Вживання так званих «транс жирів» має наслідком підвищення вмісту ліпопротеїнів низької густини («поганий» холестерол) і зниження вмісту ліпопротеїнів високої густини («добрий» холестерол) у крові, що призводить до збільшення ризику виникнення серцево-судинних захворювань, зокрема коронарної недостатності. Більше того, «транс жири» сприяють запальним процесам.
Негативний ефект «транс жирів» проявляється при вживанні 2–7 г на добу, така їх кількість може міситись в одній порції картоплі фрі смаженій на частково гідрогенізованій олії. Деякими законодавствами заборонено використання такої олії, наприклад у Данії, штаті Філадельфія та Нью-Йорк.